# Римашевський Віталій Анатолійович
Віталій Анатолійович Римашевський (біл. Віта́ль Анатольевіч Рымашэ́ўскі; 3 березня 1975, Бобруйськ) — білоруський політичний та громадський діяч, співголова «Білоруської християнської демократії». Політв'язень.

## Біографія
Народився 3 березня 1975 року в Бобруйську Могильовської області. Інженер-будівельник, закінчив Білоруський національний технічний університет у 1997 році. Працював за фахом, починаючи від звичайного працівника і закінчуючи начальником технічного відділу. Потім розпочав приватний бізнес. У політиці з 1996 року.

### Суспільна і політична діяльність
Професійно займається політикою з 1996 року. З 1996 року є членом Координаційної ради Білоруської асоціації молодих політиків. У 2002—2004 рр. Був членом президії Білоруської національної ради молодіжних та дитячих громадських організацій «Рада». Один із розробників концепції нової молодіжної політики Білорусі. У 1999 році навчався у Німеччині у Вищій школі державного управління в інституті «Спілка громадського врядування», вивчав економічну та політичну систему Німеччини.

### Діяльність у БХД
З 2005 року відроджує партію Білоруська християнська демократія . Співголова оргкомітету з 2005 року, співголова партії — з березня 2009 року.
Один з лідерів кампанії «На захист свободи совісті та релігії в Білорусі», яка зібрала понад 50 тисяч. підписи на захист християн.
У партії Віталій Римашевський очолює роботу міжнародного та освітнього відділу, контролює роботу молодіжної організації Молодих християнських демократів, є керівником мінської організації БХД.
У травні 2009 року його обрали кандидатом від БХД на президентських виборах 2010-11 років.
19 грудня 2010 року під час акції протесту проти фальсифікації результатів виборів на площі Незалежності його побили спецслужби та затримали. Його утримували у СІЗО КДБ, звинувачували в організації та участі в заворушеннях. (Стаття 293 Кримінального кодексу Республіки Білорусь).
Його було звільнено в ніч на 1 січня 2011 року під підписку про невиїзд з Білоррусі після того, як він написав пояснювальну записку Президенту Білорусі Лукашенку. 30 березня звинувачення було переформульовано на організацію дій, або участь у діях, які грубо порушують громадський порядок. 20 травня суддя Фрунзенського району Мінська Жанна Жуковська засудила Римашевського до 2 років позбавлення волі.
10 березня 2017 року під час соціальних акцій протесту його затримали в Молодечно та засудили до 15 діб увязнення.

### Особисте життя
Одружений. Дружина Анастасія. У 2009 році народилася дочка Єва.